# Commanders Field
FedExField, tên cũ là Sân vận động Jack Kent Cooke, là một sân vận động bóng bầu dục Mỹ nằm gần Capital Beltway tại Quận Prince George, Maryland, cách 5 dặm (8,0 km) về phía đông Washington, D.C. Đây là sân nhà của Washington Football Team thuộc National Football League (NFL). Từ năm 2004 đến năm 2010, đây là sân vận động có sức chứa lớn nhất trong NFL với hơn 91.000 chỗ ngồi. Kể từ năm 2015, sân có sức chứa 82.000 chỗ ngồi. FedExField nằm trong Khu vực điều tra dân số Summerfield và có địa chỉ bưu điện là Landover.